# Chojnik (hrad)
Chojnik (německy Kynast, polsky Chojnik, starou polštinou Chojnasty) je monumentální zřícenina hradu u městečka Sobieszówa, které je administrativně částí nedaleké Jelení Hory v Dolnoslezském vojvodství v jihozápadním Polsku. Zbytky někdejšího hradu stojí na vrcholu kopce Chojnik (627 m) v polských Krkonoších, s výhledem do údolí Jelení Hory a Jizerských hor. Stejnojmenný hradní vrch spolu s jižněji položeným, o necelých šest desítek metrů vyšším kopcem Źarem (685 m n. m.), se nachází na území nejsevernějšího výběžku polské části Krkonošského národního parku. Vstup na hrad je zpoplatněn (2018).

## Historie

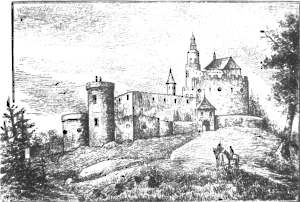
Hrad na litografii z počátku 19. století

Výstavba hradu je spojena s dynastií slezských Piastovců. První písemná zmínka o hradě je z roku 1364, původní lovecký hrádek měl však založit již v druhé polovině 13. století kníže Boleslav II. Lysý (Bolesław Łysy-Rogatka) a ve výstavbě pokračoval i jeho syn kníže Boleslav I. Surový. Ve 14. století (pravděpodobně kolem roku 1355) za panování svidnicko-javorského knížete Boleslava II. Malého, strýce manželky císaře Karla IV. Anny Svidnické, byl hrad přebudován za účelem ochrany okolního území.
Po smrti Boleslava II. Malého, který v roce 1368 zemřel bez potomků, správcovství území přešlo na jeho vdovu kněžnu Anežku Habsburskou. Po její smrti v roce 1392 hrad připadl německé šlechtické rodině Schaffgotschů, kteří jej měli po většinu času v držení a sloužil jim jako správní sídlo panství.

Dne 31. srpna 1675 po úderu blesku hrad vyhořel a proměnil se ve zříceninu. Již v první polovině 19. století se zřícenina stala oblíbeným turistickým cílem, hrad mimo jiné navštívili i pruští králové Fridrich Vilém III. a Fridrich Vilém IV. se svými rodinnými příslušníky. V roce 1822 bylo pod hradem zřízeno zázemí pro průvodce a v roce 1860 byla severní hradní bašta přebudována na turistickou chatu.

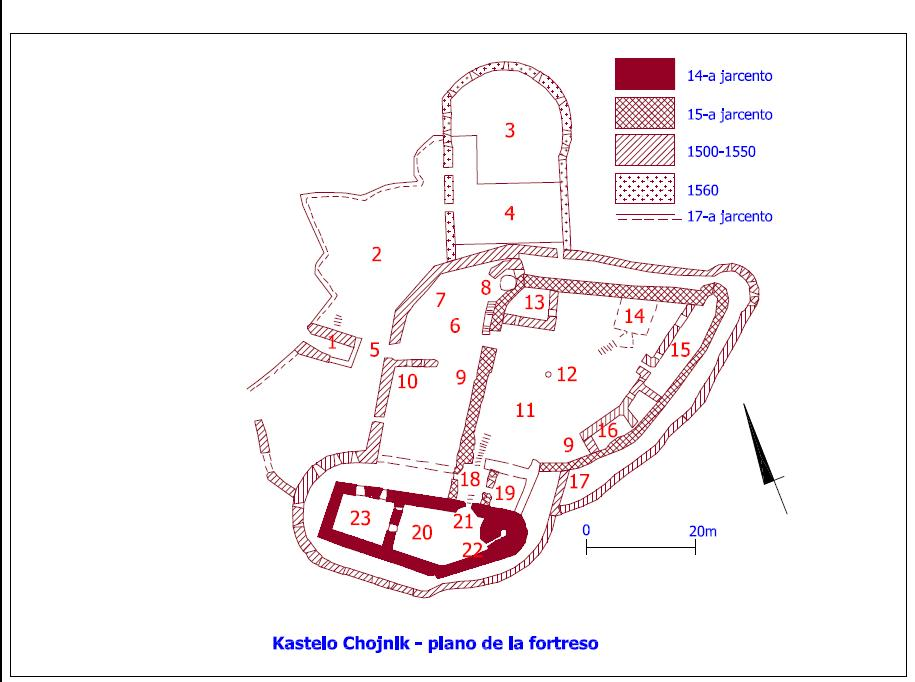
Plán hradu Chojnik

## Zajímavosti
- Hrad nikdy neměl vlastní studnu, pro zásobování vodou sloužily cisterny, zahloubené ve skále, které byly vybudovány postupně na jednotlivých nádvořích.[2]

- Na dolním hradním nádvoří se nachází neobvyklý kamenný pranýř.[2][4]

## Pověsti
Ke hradu se vztahuje pověst o krásné Kunegundě, která se rozhodla, že se provdá za toho muže, který dokáže na koni třikrát objet hradby celého hradu. Všichni nápadníci se až na jednoho zřítili do hluboké rokle. Ten, kterému se podařilo úkol splnit, však dívku odmítl. Zdrcená panna si pak skokem do propasti sama vzala život.